# Liste de compagnies pétrolières
Cette page permet de lister les différentes compagnies pétrolières, qu'il s'agisse des compagnies pétrolières nationales, des supermajors ou des compagnies privées indépendantes.

## Classement alphabétique
- ADNOC, Émirats arabes unis
- Alon USA, États-Unis
- Amerada Hess Corporation, États-Unis
- Anadarko Petroleum Corporation, États-Unis
- AOGC, République du Congo
- API (IP), Italie
- Arbusto Energy, États-Unis
- Axco, Canada
- BAPCO, Bahreïn
- BG Group, Royaume-Uni
- Bharat Petroleum, Inde
- BHP Billiton, Australie
- Bluewater Energy Services B.V., Pays-Bas
- BP, Royaume-Uni
- Brightoil petroleum, Hong Kong
- Cairn Energy, Inde
- Canadian Natural Resources, Canada
- Chem-Energy Corporation, États-Unis
- Chevron Corporation, États-Unis
- Chrysaor, Royaume-Uni (extraction pétrolière)
- CITGO, Venezuela
- CNOOC, Chine
- ConocoPhillips, États-Unis
- Cupet, Cuba
- Dana Petroleum, Royaume-Uni
- Devon Energy, États-Unis
- Ecopetrol, Colombie
- Egyptian General Petroleum Corporation, Égypte
- EKO, Canada
- Elinoil Hellenic Petroleum Company S.A., Grèce
- ENAP, Chili
- Enarsa, Argentine
- Enbridge, Canada
- EnCana, Canada
- Engen Petroleum (Afrique du Sud)
- Eni, Italie
- ENOC, Émirats arabes unis
- ExxonMobil, États-Unis
- Galp Energia, Portugal
- GeoGlobal Resources, Inde États-Unis
- GEPetrol, Guinée équatoriale
- Ghana National Petroleum Corporation, Ghana
- Grupa LOTOS, Pologne
- Gujarat State Petroleum Corporation, Inde
- Gulf Oil, États-Unis, Canada
- Halliburton, États-Unis (Compagnie de Service pétrolier)
- Hellenic Petroleum, Grèce
- Hess Oil (et Hess Oil France dont le siège social est à Paris)
- Hindustan Petroleum Corporation Ltd, Inde
- Husky Energy, Canada
- International Energy Company, Tunisia
- Imperial Oil, Canada
- Indian Oil Corporation, Inde
- Inpex, Japon
- Ioukos, Russie
- Iraq National Oil Company, Irak
- Irving Oil, Canada
- John Energy, Inde
- Jubiliant Empro, Inde
- Koch Industries, États-Unis
- Korea Gas Corporation, Corée du Sud
- Kuwait Oil Company, Koweït
- The Louisiana Land & Exploration Company, États-Unis
- Larfi Petroleum Trading, Émirats arabes unis
- LUKoil, Russie
- Madagascar Oil, Madagascar
- Marathon Oil Corporation, États-Unis
- Maurel et Prom, France
- Maxol Group, Irlande
- Mogul (Mujimoto Oil, Gas & Unified Logistics), États-Unis
- MOL, Hongrie
- Naftal, Algérie
- National Iranian Oil Company, Iran
- National Oil Corporation, Libye
- Neste Oil, Finlande
- Nippon Oil, Japon
- NNPC, Nigeria
- Norsk Hydro, Norvège
- North Atlantic Petroleum, Canada
- Northern Territory Oil, Australie
- Oil India, Inde
- Olco Inc., Canada
- Oman Oil Company, Oman
- OMV, Autriche
- ONGC, Inde
- Pakistan State Oil, Pakistan
- Pankaj Petroleum Co. Ltd, Inde
- Perenco, France Royaume-Uni
- Pertamina, Indonésie
- Petro-Canada, Canada
- Petrobras, Brésil
- PetroChina, Chine
- Petroci, Côte d'Ivoire
- Petroecuador, Équateur
- PetroKazakhstan, Canada
- Petróleos de Venezuela, Venezuela
- Pétroles Cadeko, Canada
- Petroleos Mexicanos, Mexique
- Les Pétroles Therrien, Canada Québec
- Petroleum Development of Oman, Oman
- Petroleum Corporation of Jamaica, Jamaïque
- Petronas, Malaisie
- Petroperu, Pérou
- Petroplus, Suisse
- Petrotrin, Trinité-et-Tobago
- PetroVietnam, Viêt Nam
- Philippine National Oil Company, Philippines
- Piyush Petroleum Co. Ltd, Inde
- PKN Orlen, Pologne
- Prize Petroleum CO.LTD , Inde
- PTT Public Company, Thaïlande
- Qatar Energy, Qatar
- Qatargas, Qatar
- RasGas, Qatar
- Reliance Industries, Inde
- Repsol YPF, Espagne
- Shell, Pays-Bas Royaume-Uni
- Rompetrol, Roumanie
- Santos Limited, Australie
- Saudi Aramco, Arabie saoudite
- Selan Exploration Tech.Ltd., Inde
- Shell Canada, Canada
- Shell Oil Company, États-Unis
- Ship N Oil Corporation, États-Unis
- Sinclair Oil, États-Unis
- Sinopec, Chine
- SONIDEP Société Nigerienne Des Produits Petroliers, Niger
- Société des hydrocarbures du Tchad, Tchad
- Société Nationale des Hydrocarbures, Cameroun
- Société nationale des pétroles du Congo, République du Congo
- Société Nationale Pétrolière Gabonaise, Gabon
- Société tunisienne des industries de raffinage, Tunisie
- Sonangol, Angola
- Sonatrach, Algérie
- Sonerco, Canada
- SPC, Singapour
- State Oil Company of Azerbaijan Republic, Azerbaïdjan
- Equinor, Norvège
- Stuart Petroleum Limited, Australie
- Sudapet, Soudan
- Suncor Energy, Canada
- Sunoco, États-Unis
- Surgutneftegaz, Russie
- Syncrude, Canada
- Taçi Oil, Albanie
- Talisman Energy, Canada
- Tamoil, Libye
- Terra Energy&Resource Technologies,Inc, États-Unis
- TNK-BP, Russie
- Todd Energy, Nouvelle-Zélande
- TotalEnergies, France
- Tullow Oil, Royaume-Uni
- TÜPRAŞ, Turquie
- Ultramar Diamond Shamrock, Canada
- United Petroleum, Australie
- Vaalco Energy Inc, États-Unis
- Valaris plc, Royaume-Uni
- Van Doren Oil, États-Unis
- Vermilion Energy, Canada
- Woodside Petroleum, Australie
- YPFB, Bolivie

## Classement alphabétique par pays

### Afrique du Sud
- Engen Petroleum
- Sasol

### Algérie
- Naftal
- Sonatrach

### Allemagne
- Aral

### Angleterre
- BG Group
- British Petroleum
- Valaris plc
- Tullow Oil

### Angola
- Sonangol

### Arabie saoudite
- Saudi Aramco

### Argentine
- Bridas corporation
- Enarsa
- Pluspetrol
- YPF

### Australie
- BHP Billiton
- Northern Territory Oil
- Santos Limited
- Stuart Petroleum
- United Petroleum
- Woodside Petroleum

### Autriche
- OMV

### Bahreïn
- BAPCO

### Bolivie
- YPFB

### Brésil
- Petrobras

### Cameroun
- Société Nationale des Hydrocarbures

### Canada
- Axco
- Canadian Natural Resources
- EKO
- Enbridge
- EnCana
- Esso
- Husky Energy
- Imperial Oil
- Irving Oil
- North Atlantic Petroleum
- Olco
- Petro-Canada
- PetroKazakhstan
- Pétroles Cadeko
- Pétroles Therrien
- Shell Canada
- Sonerco
- Suncor Energy
- Syncrude
- Talisman Energy
- Ultramar Diamond Shamrock

### Chili
- ENAP
- COPEC

### Chine
- CNOOC
- PetroChina
- Sinopec

### Colombie
- Ecopetrol

### République du Congo
- Société Nationale des Pétroles du Congo (SNPC)
- Africa Oil Gas & Corporation

### Cuba
- Cupet

### Émirats arabes unis
- ADNOC
- Larfi Petroleum Trading

### Espagne
- Cepsa
- Repsol YPF

### Équateur
- Petroecuador

### États-Unis
- Alon USA
- Anadarko Petroleum Corporation
- Apache Corporation
- Arbusto Energy
- Chem-Energy Corporation
- Chevron Corporation
- ConocoPhillips
- Devon Energy
- ExxonMobil
- Gulf Oil
- Halliburton
- Hess Corporation
- Koch Industries
- The Louisiana Land & Exploration Company
- Marathon Oil Corporation
- Shell Oil Company
- Ship N Oil Corporation
- Sinclair Oil
- Sunoco
- Vaalco Energy
- Van Doren Oil

### Finlande
- Neste Oil

### France
- Vermilion Energy
- Maurel et Prom
- TotalEnergies
- Perenco
- Dyneff

### Gabon
- Société Nationale Pétrolière Gabonaise
- Gabon Oil Company

### Grèce
- Elinoil Hellenic Petroleum Company
- Hellenic Petroleum

### Ghana
Ghana National Petroleum Corporation

### Guinée équatoriale
- GEPetrol

### Hongrie
- MOL

### Inde
- Bharat Petroleum
- Cairn Energy
- GeoGlobal Resources
- Gujarat State Petroleum Corporation
- Hindustan Petroleum
- Indian Oil Corporation
- John Energy
- Jubiliant Empro
- Oil India
- ONGC
- Pankaj Petroleum
- Piyush Petroleum
- Prize Petroleum
- Reliance Industries
- Selan Exploration Tech.

### Indonésie
- Pertamina
- PT Medco Energi
- PT Lapindo Brantas

### Irak
- Iraq National Oil Company

### Iran
- National Iranian Oil Company

### Irlande
- Maxol Group

### Italie
- Eni

### Japon
- Inpex
- Nippon Oil

### Koweït
- Kuwait Oil Company
- Kuwait Petroleum Corporation

### Libye
- National Oil Corporation

### Madagascar
- Madagascar Oil

### Malaisie
- Petronas

### Maroc
- Samir( fermé )

### Mexique
- Petroleos Mexicanos

### Nigeria
- NNPC

### Niger
- SONIDEP

### Norvège
- Norsk Hydro
- Statoil

### Nouvelle-Zélande
- Todd Energy

### Oman
- Oman Oil Company
- Petroleum Development of Oman

### Pakistan
- Pakistan State Oil

### Pays-Bas
- Royal Dutch Shell

### Pérou
- Petroperu

### Pologne
- Grupa LOTOS
- PKN Orlen

### Portugal
- Galp Energia

### Qatar
- Qatar Petroleum
- Qatargas
- RasGas

### Roumanie
- Rompetrol

### Russie
- Ioukos
- LUKoil
- Surgutneftegaz
- TNK-BP
- Gazprom
- Rosneft

### Sénégal
- Petrosen

### Singapour
- SPC

### Soudan
- Sudapet

### Suisse
- Avia International
- Petroplus

### Tchad
- Société des hydrocarbures du Tchad

### Thaïlande
- PTT Public Company

### Trinité-et-Tobago
- Petrotrin

### Turquie
- TÜPRAŞ

### Tunisie
- Société tunisienne des industries de raffinage
- Entreprise tunisienne d'activités pétrolières
- International Energy Company

### Venezuela
- Citgo
- Petróleos de Venezuela